# The Mad Genius
The Mad Genius (bra: O Gênio do Mal) é um filme pre-Code estadunidense de 1931, do gênero drama, dirigido por Michael Curtiz, estrelado por John Barrymore, e co-estrelado por Marian Marsh, Charles Butterworth e Donald Cook. O roteiro de Harvey Thew e J. Grubb Alexander foi baseado na peça teatral "The Idol" (1929), de Martin Brown, que estreou em Great Neck, Long Island, mas nunca na Broadway.

## Sinopse
Um ventriloquista aleijado, Vladimir Ivan Tsarakov (John Barrymore), sente-se frustrado por não conseguir dançar balé. Ele adota um protegido, Fedor Ivanoff (Frankie Darro, Donald Cook), e o transforma no maior dançarino do mundo. Fedor se apaixona por uma dançarina, Nana Carlova (Marian Marsh), mas Tsarakov teme que ela arruíne sua carreira e tenta separá-los. Após Tsarakov demitir Nana da trupe de balé, Fedor foge com a mulher para Paris, mas tem seu nome difamado por seu antigo mestre, o que o impossibilita de arranjar emprego no ramo, restando somente a opção de trabalhar em um cabaré. Nana implora a Tsarakov que devolva a Fedor seu emprego, e ele concorda, mas somente se Nana deixá-lo para casar-se com outro homem.
No filme "Svengali" (1931), lançado no início do mesmo ano, Barrymore interpretou o personagem-título que manipula de forma semelhante a vida de uma cantora, também interpretada por Marsh.

## Elenco
- John Barrymore como Vladimar Ivan Tsarakov
- Marian Marsh como Nana Carlova
- Charles Butterworth como Karimsky
- Donald Cook cimo Fedor Ivanoff
- Luis Alberni como Sergei Bankieff
- Carmel Myers como Sonya Preskoya
- Andre Luguet como Conde Robert Renaud
- Frankie Darro como Fedor Ivanoff (jovem)

## Produção
A Warner Bros. ficou tão satisfeita com os retornos de bilheteria de "Svengali" (1931), também estrelado por Barrymore e Marsh, e de seu primeiro filme falado "The Terror", que apressaram a produção de "The Mad Genius" e o lançaram em 7 de novembro de 1931.

## Recepção

### Bilheteria
De acordo com a Warner Bros., o filme arrecadou US$ 278.000 nacionalmente, e US$ 122.000 no exterior, totalizando US$ 400.000 mundialmente.

## Preservação
O filme pode ser encontrado completo, e está preservado na coleção da Biblioteca do Congresso dos Estados Unidos.